# Castorama

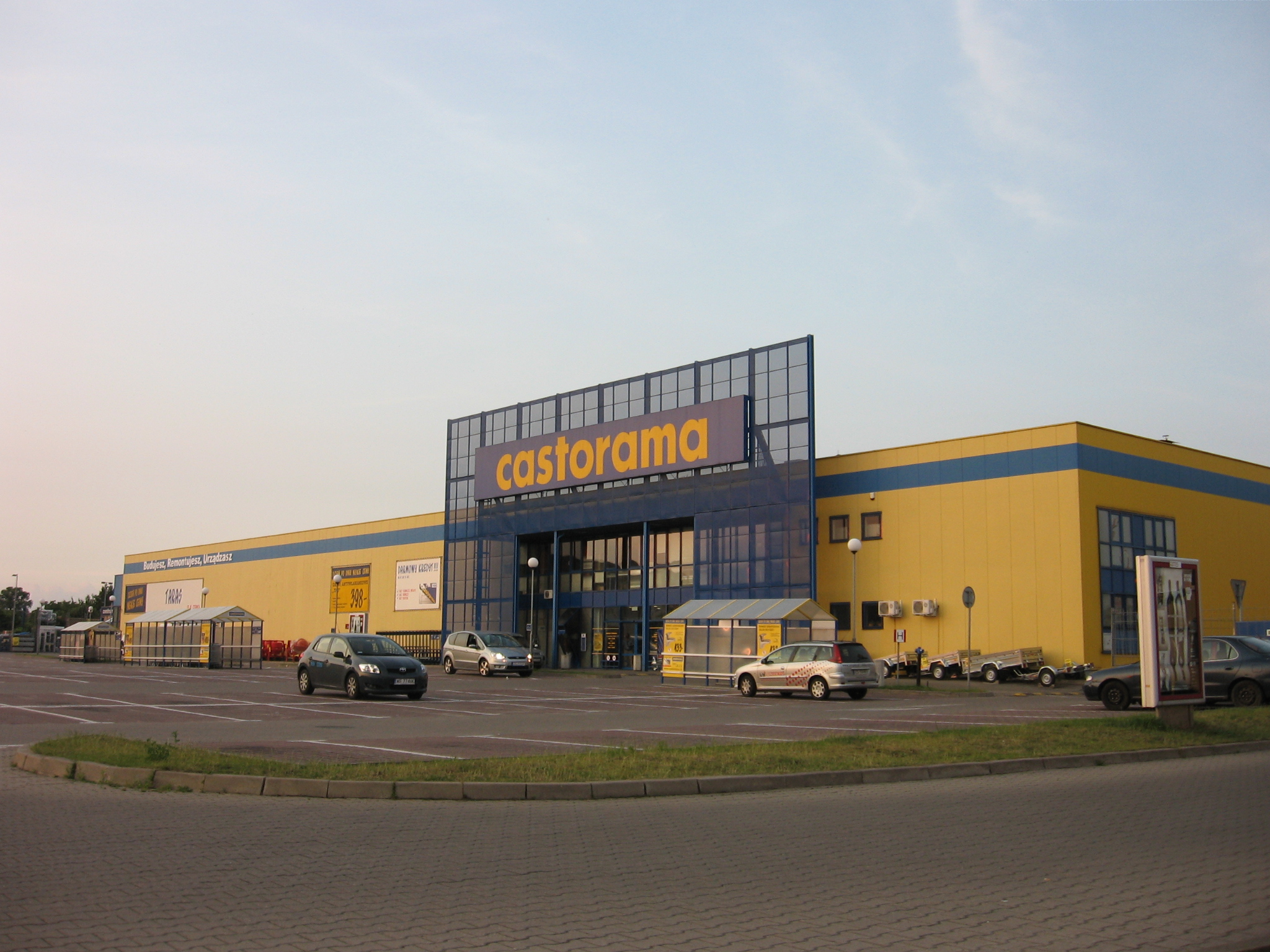
Castorama in Polen

Castorama is een van oorsprong Franse bouwmarktketen. Castorama fuseerde in 1998 met de Britse bouwmarktketen B&Q, een dochteronderneming van het Britse concern Kingfisher. 
Anno 2009 heeft Castorama vestigingen in Polen, Frankrijk, Italië en Rusland.

## Sponsor
Van 1990 tot 1995 was Castorama sponsor van een wielerploeg waarvoor onder anderen Laurent Fignon, Gérard Rué, Pascal Simon en Bjarne Riis uitkwamen.